# Ядро перерізу
Ядро́ пере́різу (англ. cross section core) — в опорі матеріалів — область навколо центра ваги поперечного перерізу стрижня; подовжня сила, прикладена до будь-якої точки ядра перетину, викликає в перетині напруження одного знака. Форма і розміри ядра перетину визначаються формою і розмірами перерізу стрижня. Визначення ядра перерізу важливе при розрахунку стрижнів з матеріалу, що володіє різною міцністю на розтягування і стиснення.